# Piet de Jongh
Piet de Jongh (Made, 15 november 1934) was een Nederlands wielrenner, die beroeps was tussen 1957 en 1959.

## Wielerloopbaan
De Jongh werd in 1955 kampioen van Nederland bij de militairen en won verscheidene amateurklassiekers. In 1957 kon hij beroepswielrenner bij Magneet worden. Hij werd direct 7e in de Dauphiné Liberé en werd geselecteerd voor de Tour van dat jaar. Ondanks een ernstige valpartij in de 10e etappe als gevolg van een klapband kwam hij als 33e in Parijs aan. In de twee daaropvolgende Touredities maakte hij deel uit van de NeLux-ploeg met als kopman Charly Gaul, die hij in 1958 mede aan de overwinning hielp, maar al in 1959 verdween hij van het toneel wegens teruglopende inkomsten en ongenoegen over het toenemende amfetaminegebruik in de wielersport.

## Belangrijkste overwinningen
1955
- Ronde van Zuid-Holland

## Resultaten in voornaamste wedstrijden
| Jaar | Ronde van Italië | Ronde van Frankrijk | Ronde van Spanje |
| ---- | ---------------- | ------------------- | ---------------- |
| 1957 |                  | 33e                 |                  |
| 1958 |                  | 41e                 | 30e              |
| 1959 |                  | opgave              |                  |

| Jaar | Gent-Wevelgem | Ronde van Vlaanderen | Parijs-Roubaix | Luik-Bast.‑Luik | Omloop Het Volk |  | WK op de weg |
| ---- | ------------- | -------------------- | -------------- | --------------- | --------------- |  | ------------ |
| 1957 |               |                      | 96e            | 11e             |                 |  | 14e          |
| 1958 | 44e           |                      |                |                 |                 |  |              |
| 1959 |               | 13e                  |                |                 | 40e             |  |              |